# U-310 (tàu ngầm Đức)
U-310 là một tàu ngầm tấn công  Lớp Type VII thuộc phân lớp Type VIIC được Hải quân Đức Quốc Xã chế tạo trong Chiến tranh Thế giới thứ hai. Nhập biên chế năm 1943, nó đã thực hiện được sáu chuyến tuần tra và đánh chìm được hai tàu buôn với tổng tải trọng 14.395 GRT. U-309 sống sót qua cuộc chiến tranh và đầu hàng lực lượng Đồng Minh tại Trondheim, Na Uy vào ngày 9 tháng 5, 1945. Con tàu bị tháo dỡ vào năm 1947.

## Thiết kế và chế tạo

### Thiết kế

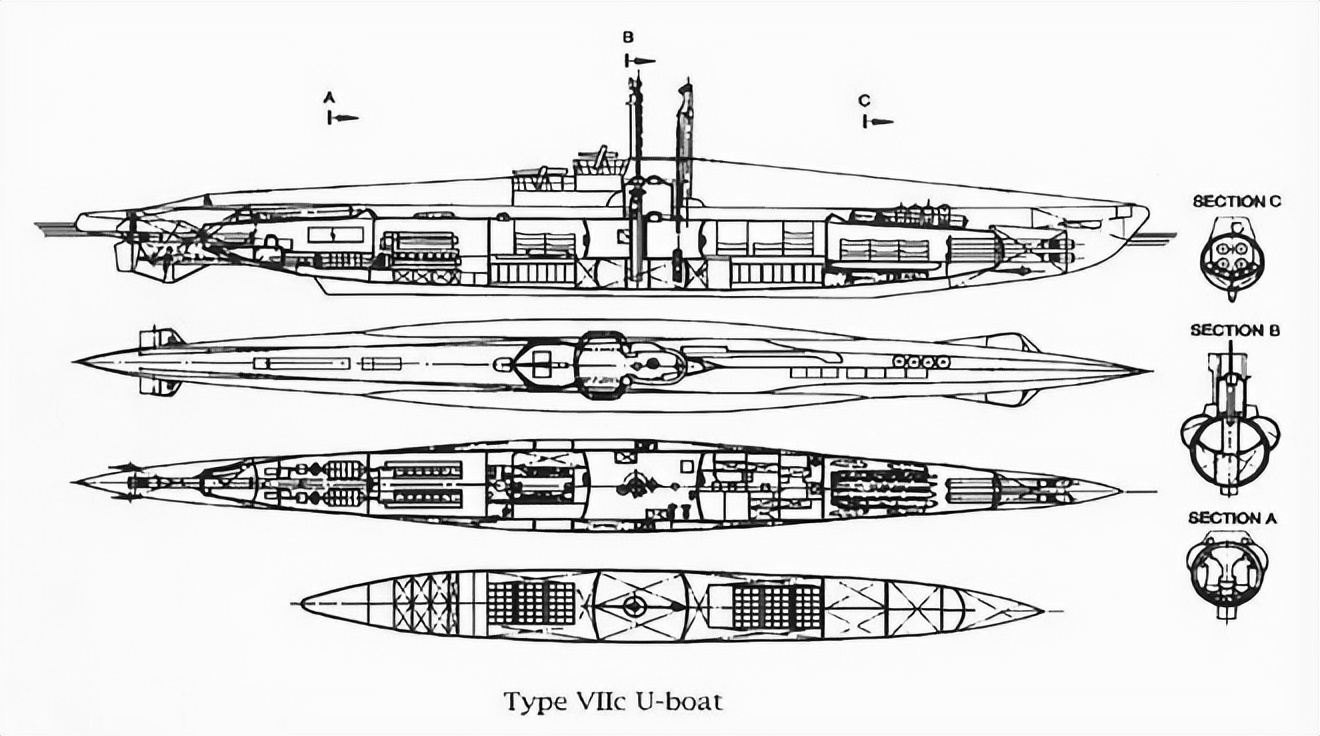
Sơ đồ các mặt cắt một tàu ngầm Type VIIC

Phân lớp VIIC của Tàu ngầm Type VII là một phiên bản VIIB được kéo dài thêm. Chúng có trọng lượng choán nước 769 t (757 tấn Anh) khi nổi và 871 t (857 tấn Anh) khi lặn). Con tàu có chiều dài chung 67,10 m (220 ft 2 in), lớp vỏ trong chịu áp lực dài 50,50 m (165 ft 8 in), mạn tàu rộng 6,20 m (20 ft 4 in), chiều cao 9,60 m (31 ft 6 in) và mớn nước 4,74 m (15 ft 7 in).
Chúng trang bị hai động cơ diesel Germaniawerft F46 siêu tăng áp 6-xy lanh 4 thì, tổng công suất 2.800–3.200 PS (2.100–2.400 kW; 2.800–3.200 bhp), dẫn động hai trục chân vịt đường kính 1,23 m (4,0 ft), cho phép đạt tốc độ tối đa 17,7 kn (32,8 km/h), và tầm hoạt động tối đa 8.500 nmi (15.700 km) khi đi tốc độ đường trường 10 kn (19 km/h). Khi đi ngầm dưới nước, chúng sử dụng hai động cơ/máy phát điện Garbe, Lahmeyer & Co. RP 137/c  tổng công suất 750 PS (550 kW; 740 shp). Tốc độ tối đa khi lặn là 7,6 kn (14,1 km/h), và tầm hoạt động 80 nmi (150 km) ở tốc độ 4 kn (7,4 km/h). Con tàu có khả năng lặn sâu đến 230 m (750 ft).
Vũ khí trang bị có năm ống phóng ngư lôi 53,3 cm (21 in), bao gồm bốn ống trước mũi và một ống phía đuôi, và mang theo tổng cộng 14 quả ngư lôi, hoặc tối đa 22 quả thủy lôi TMA, hoặc 33 quả TMB. Tàu ngầm Type VIIC bố trí một hải pháo 8,8 cm SK C/35 cùng một pháo phòng không 2 cm (0,79 in) trên boong tàu. Thủy thủ đoàn bao gồm 4 sĩ quan và 40-56 thủy thủ.

### Chế tạo
U-310 được đặt hàng vào ngày 5 tháng 6, 1940, và được đặt lườn tại xưởng tàu của hãng Flender Werke ở Lübeck vào ngày 30 tháng 1, 1942. Nó được hạ thủy vào ngày 3 tháng 1, 1943, và nhập biên chế cùng Hải quân Đức Quốc Xã vào ngày 24 tháng 2, 1943 dưới quyền chỉ huy của Hạm trưởng, Trung úy Hải quân Klaus Friedland.

## Lịch sử hoạt động

### 1944
Sau khi hoàn tất việc chạy thử máy và huấn luyện trong thành phần Chi hạm đội U-boat 8, U-310 được điều sang Chi hạm đội U-boat 7 từ ngày 1 tháng 8, 1943 để hoạt động trên tuyến đầu. Sau đó nó được điều sang Chi hạm đội U-boat 13 từ ngày 5 tháng 9, 1944.

#### Chuyến tuần tra thứ nhất
Sau khi thực hiện hai chuyến đi ngắn từ Kiel đến Marvika và sau đó đến Egersund (phía Nam Stavanger), Na Uy trong tháng 6 và tháng 8, 1944, U-310 khởi hành từ cảng Na Uy này vào ngày 13 tháng 9 cho chuyến tuần tra đầu tiên trong chiến tranh. Chiếc tàu ngầm hoạt động dọc bờ biển Na Uy cho đến khi kết thúc chuyến tuần tra và đi đến cảng Narvik vào ngày 21 tháng 9.

#### Chuyến tuần tra thứ hai
Trong chuyến tuần tra thứ hai, cùng xuất phát và kết thúc tại Narvik, diễn ra từ ngày 25 tháng 9 đến ngày 3 tháng 10, U-310 đã hoạt động trong khu vực biển Barents. Tại đây nó đã tấn công Đoàn tàu RA 60 ngoài khơi mũi North, Na Uy, và phóng ngư lôi tấn công lúc 16 giờ 27 phút ngày 29 tháng 9. Các quả ngư lôi trúng đích đã đánh chìm tàu buôn Anh Samsuva 7.219 GRT tại tọa độ 72°58′B 23°59′Đ / 72,967°B 23,983°Đ, và khiến tàu buôn Hoa Kỳ Edward H. Crockett 7.176 GRT bị hư hại nặng. Xác tàu Edward H. Crockett bỏ lại đã bị tàu khu trục Anh HMS Milne đánh đắm bằng hải pháo tại tọa độ 72°59′B 24°26′Đ / 72,983°B 24,433°Đ.

#### Chuyến tuần tra thứ ba, thứ tư và thứ năm
Sau đó, từ các căn cứ Narvik và Harstad (về phía Tây Bắc Narvik), U-310 lần lượt thực hiện các chuyến tuần tra thứ ba từ ngày 14 tháng 10 đến ngày 11 tháng 11, chuyến thứ tư từ ngày 22 tháng 11 đến ngày 14 tháng 12, và chuyến thứ năm từ ngày 25 tháng 12, 1944 đến ngày 5 tháng 1, 1945. Chiếc tàu ngầm đã hoạt động tại các vùng biển Na Uy và biển Barents, chung quanh đảo Bear và xa về phía Đông đến tận ngoài khơi Murmansk, Liên Xô. Tuy nhiên nó đã không đánh chìm thêm được mục tiêu nào.

### 1945

#### Chuyến tuần tra thứ sáu - Số phận
U-310 khởi hành từ cảng Bogenbucht vào ngày 13 tháng 2 cho chuyến tuần tra thứ sáu, cũng là chuyến cuối cùng, để hoạt động trong biển Barents ngoài khơi Murmansk. Nó kết thúc chuyến tuần tra tại cảng Harstad vào ngày 30 tháng 3. Chiếc tàu ngầm sau đó di chuyển đến Trondheim, Na Uy vào đầu tháng 4, nơi nó đầu hàng lực lượng Đồng Minh khi Thế Chiến II kết thúc vào ngày 9 tháng 5, 1945. Con tàu bị tháo dỡ vào tháng 3, 1947.

### "Bầy sói" tham gia
U-310 từng tham gia bảy bầy sói:
- Feuer (17 - 19 tháng 9, 1944)
- Zorn (26 tháng 9 - 1 tháng 10, 1944)
- Grimm (1 - 2 tháng 10, 1944)
- Regenschirm (14 - 16 tháng 10, 1944)
- Panther (16 tháng 10 - 10 tháng 11, 1944)
- Stier (25 tháng 11 - 13 tháng 12, 1944)
- Hagen (17 - 21 tháng 3, 1945)

### Tóm tắt chiến công
U-310 đã đánh chìm được hai tàu buôn tổng tải trọng 14.395 GRT:
| Ngày             | Tên tàu            | Quốc tịch      | Tải trọng | Số phận      |
| ---------------- | ------------------ | -------------- | --------- | ------------ |
| 29 tháng 9, 1944 | Edward H. Crockett | United States  | 7.176     | Bị đánh chìm |
| 29 tháng 9, 1944 | Samsuva            | United Kingdom | 7.219     | Bị đánh chìm |